# Annemette Svendsen
Annemette Anton Svendsen (født 16. november 1928 i København, død 26. december 2013) var en dansk skuespillerinde.
Hun var datter af skuespillerinden Karin Nellemose og sceneinstruktør Torben Anton Svendsen.
Hun gennemførte balletskolen på Det kongelige Teater og optrådte som balletdanser på teatret 1940-1949. Den endelige uddannelse afsluttede hun i 1947.
Herefter fortsatte hun på Det kongelige Teaters elevskole og var engageret på teatret som skuespillerinde 1951-1953.
Siden blev hun knyttet til Aarhus Teater og kortvarigt Riddersalen.
I en årrække var hun gift med skuespilleren Ingolf David.

## Udvalgt filmografi
- Den gamle mølle på Mols – 1953
- Kriminalsagen Tove Andersen – 1953
- Den kloge mand – 1956
- Kristiane af Marstal – 1956
- Tre piger fra Jylland – 1957
- Ekko af et skud – 1970
- Løgneren – 1970